# Willi Zincke
Willi Zincke (* 4. Januar 1886 in Berlin; † 5. Dezember 1957 in Kiel) war ein deutscher Fußballspieler.

## Karriere
Zincke, der bei der Reichspost zum Telegraphenassistenten ausgebildet worden war, spielte in Berlin für Britannia 92 Berlin und den BFC Preussen und war auch für Auswahlspiele der Berliner Stadtauswahl berufen worden. Während seines Wehrdienstes kam er im Oktober 1909 nach Kiel und war dort fußballerisch für Holstein Kiel aktiv. Mit Kiel gewann er durch einen 7:1-Finalsieg über Werder Bremen die Norddeutsche Meisterschaft 1909/10, anschließend trug er bei den Viertel- und Halbfinalerfolgen über seinen Ex-Klub Preussen (4:1, 2 Tore) und den TuFC Tasmania Rixdorf (6:0, 3 Tore) entscheidend zum Finaleinzug um die Deutsche Fußballmeisterschaft 1909/10 bei. Das am 15. Mai 1910 in Köln ausgetragene Finale ging in der Verlängerung durch ein Strafstoßtor von Max Grafe in der 114. Minute mit 0:1 gegen den Karlsruher FV verloren. 
Danach war er zunächst in Berlin wieder für den BFC Preussen aktiv, bevor er im Frühjahr 1911 nach Kiel zurückkehrte. Mit der Auswahl des Norddeutschen Fußball-Verbandes gewann er den Kronprinzenpokal 1910/11. Zincke war ursprünglich Mittelstürmer, ließ sich aber regelmäßig zurückfallen, um den Spielaufbau zu übernehmen. In der Meisterschaftsendrunde 1912 agierte er hingegen auf der Mittelläuferposition und war auch in seinen weiteren Funktionen der zentrale Spieler: so war er Mannschaftskapitän, Teil des Spielausschusses, der für die Aufstellung zuständig war, und Leiter der Übungseinheiten.
Ein Jahr später stand er mit Holstein Kiel erneut im Finale um die Deutsche Meisterschaft und traf dort erneut auf den Karlsruher FV. Ein Strafstoßtor von Ernst Möller bescherte einen 1:0-Erfolg auf dem Hamburger Victoria-Platz und damit den ersten und bis heute einzige Meistertitel der Kieler Klubgeschichte. Die Titelverteidigung ein Jahr später scheiterte durch eine 1:2-Niederlage beim Duisburger SpV.
Zincke war bis Anfang der 1920er Jahre für Holstein aktiv, wurde 1920 zum Ehrenspielführer ernannt und war nach seiner aktiven Karriere Teil des Spielausschusses und als ehrenamtlicher Trainer tätig.

## Erfolge
- Deutscher Meister: 1912
- Norddeutscher Meister: 1910, 1911, 1912
- Kronprinzenpokalsieger: 1911